# Stuart Pankin
Stuart Pankin (ur. 8 kwietnia 1946 w Filadelfii) – amerykański aktor filmowy i telewizyjny.

## Filmografia
- 1977–1978: The San Pedro Beach Bums jako Stuf
- 1978–1980: Barney Miller
- 1979–1980: B.J. and the Bear
- 1979: Łowcy rupieci jako Duane
- 1980: The Hollywood Knights
- 1980: Hangar 18 jako Sam
- 1981: Earthbound jako Sweeney
- 1981: House Calls
- 1981: CHiPs
- 1981: Oko za oko
- 1982: No Soap, Radio jako Tuttle
- 1982, 1983, 1985: Trapper John, M.D.
- 1984: Różnice nie do pogodzenia jako Ronnie
- 1985: Fame
- 1985: Three’s a Crowd
- 1985: The Dirt Bike Kid
- 1983–1985: Not Necessarily the News jako Bob Charles
- 1986: Złotka
- 1984, 1987: Mickey Spillane's Mike Hammer
- 1987: Family Ties
- 1987: Fatalne zauroczenie jako Jimmy
- 1988: Love at Stake
- 1988, 1989: Hooperman
- 1989: Nearly Departed
- 1989: Agencja „Trzecie Oko” jako Preston Pickett
- 1989: Who’s the Boss?
- 1989: Falcon Crest
- 1989, 1990: It's Garry Shandling's Show
- 1990: Arachnofobia jako szeryf Lloyd Parsons
- 1991: Mannequin Two: On the Move
- 1985, 1987, 1991: Night Court
- 1991: Smród życia jako Pritchard
- 1991: Knots Landing jako Benny Appleman
- 1991–1992: Dinosaurs jako Earl Sinclair
- 1993: Animaniacy
- 1993: The Commish
- 1993: Family Matters
- 1994: Milczenie baranów jako Pete Putrid
- 1994: Father and Scout
- 1994: Batman
- 1994: Squanto: A Warrior’s Tale jako brat Timothy
- 1994: Beanstalk jako Gigant
- 1995: Kongo
- 1995: Sisters
- 1996: Big Bully
- 1996: Striptiz jako Alan Mordechaj
- 1996–1997: Belfer z klasą jako Kurt Fust
- 1996: Deadly Games
- 1996: Duckman
- 1997: Honey, We Shrunk Ourselves jako Gordon Szalinski
- 1998: Babylon 5: The River of Souls jako James Riley
- 1998: Ally McBeal
- 1998: Like Father Like Santa
- 1998–2000: Kocham tylko ciebie
- 1999: Action
- 1999: Dziewczyna XXI-go wieku jako komandor porucznik Edward Plank
- 1999: Encounter in the Third Dimension jako profesor/ M.A.X.
- 1999: A teraz Susan
- 1999: Batman przyszłości
- 1999: Szaleję za tobą
- 1999: Strażnik Teksasu
- 2001: Zenon: The Zequel
- 2001: Zwariowany świat Malcolma
- 1998, 2001: Dharma i Greg
- 2001: The Zeta Project
- 2001: Kolorowy dom
- 2002: Słowami Ginger
- 2003: Misadventures in 3D
- 2003: Świat Raven
- 2004: Miss rozbitków jako Noah
- 2004: Zenon: Z3 jako komandor Edward Plank
- 2005: Pohamuj entuzjazm jako Ben Heineman
- 2006: Orły z Bostonu
- 2007: On the Lot
- 2007: An Accidental Christmas jako Saul
- 2007: State of Mind
- 2008: Public Interest jako Charles Waterford
- 2008: Suite Life: Nie ma to jak statek jako Simms
- 2011: Artysta
- 2011: Taniec rządzi jako Święty Mikołaj